# Władysław Kędzierski (1898–1955)
Władysław Kędzierski (ur. 26 sierpnia 1898 w Tyblach, zm. 2 stycznia 1955 w Pruszczu Gdańskim) – podoficer saperów i chorąży piechoty Wojska Polskiego II Rzeczypospolitej, oficer Armii Krajowej, kawaler Orderu Virtuti Militari.

## Życiorys
Syn Jana, (młynarza) i Marianny z domu Chytra.
Ukończył szkołę powszechną i wyuczył się zawodu ślusarza. W maju 1914 r. wyjechał za pracą do Francji, gdzie zastał go wybuch I wojny światowej. Do Polski powrócił w listopadzie 1918 roku i wstąpił do Polskiej Organizacji Wojskowej. Od lutego 1919 r. w odrodzonym Wojsku Polskim, ukończył szkołę podoficerską w Warszawie i otrzymał przydział do 1 kompanii VIII batalionu saperów. Następnie przeniesiony do XXIX batalionu saperów, walcząc w szeregach którego wykazał się męstwem, za co odznaczony został Krzyżem Srebrnym Orderu Virtuti Militari. Nadanie to zostało następnie potwierdzone dekretem Wodza Naczelnego marszałka Józefa Piłsudskiego L. 13885/V.M. z dnia 4 sierpnia 1922 roku (opublikowanym w Dzienniku Personalnym Ministerstwa Spraw Wojskowych Nr 41 z dnia 27 października 1922 roku).
Awansowany do rangi sierżanta służby stałej saperów w roku 1920, po wojnie pozostał w wojsku jako podoficer zawodowy. Ukończył w Białymstoku kurs maturalny dla wojskowych i złożył egzamin dojrzałości. Służył kolejno w wileńskim 3 batalionie saperów (do lipca 1928 r.), poznańskim 7 batalionie saperów i, od lipca 1930 roku, w 56 pułku piechoty Wielkopolskiej z Krotoszyna. Przechodząc do krotoszyńskiego pułku posiadał już stopień starszego sierżanta w korpusie administracji. W roku 1936 ukończył Dywizyjny Kurs Podchorążych przy 25 Dywizji Piechoty w Szczypiornie, a z dniem 19 marca 1939 roku awansowany został do rangi chorążego .
W sierpniu 1939 roku wraz z batalionem zapasowym 56 pułku piechoty został skierowany do Kielc (do Ośrodka Zapasowego 25 Dywizji Piechoty). W toku działań wojennych dotarł do Husiatyna gdzie wpadł w ręce Ukraińców. Następnie przebywał w niewoli sowieckiej, w obozie w Starobielsku. Na skutek wymiany jeńców trafił w dniu 27 września 1939 r. do niewoli niemieckiej, w której przetrzymywany był w obozie pod Stuttgartem. We wrześniu 1940 r., symulując niezdolność do pracy, został zwolniony jako inwalida wojenny i powrócił do Krotoszyna. Tam przystąpił do struktur Armii Krajowej, w której został mianowany podporucznikiem, a następnie awansowany do stopnia porucznika. Po aresztowaniach w lecie 1944 roku ukrywał się w Gorzupi. W styczniu 1945 r. organizował samoobronę Krotoszyna i komendę garnizonu. Powołany na stanowisko komendanta powiatowego i miejskiego Milicji Obywatelskiej, działał jednocześnie w Wielkopolskiej Samodzielnej Grupie Ochotniczej „Warta”. Aresztowany przez funkcjonariuszy Urzędu Bezpieczeństwa, uciekł i ukrywał się w Lęborku. W kwietniu 1947 r. w wyniku ogłoszonej amnestii ujawnił się. We wrześniu tegoż roku został ponownie aresztowany i skazany na pięć lat więzienia. W sierpniu 1948 roku został zwolniony w wyniku długotrwałych starań rodziny. Prześladowany w kolejnych latach przez funkcjonariuszy aparatu bezpieczeństwa, był wielokrotnie przesłuchiwany, a w jego mieszkaniu dokonywano częstych rewizji. Zmarł w Pruszczu Gdańskim i spoczął na bydgoskim cmentarzu na Bielawach.
Żoną Władysława Kędzierskiego była Zofia z domu Galusik, z którą miał córki Krystynę (1927-2024, lekarza internistę, żołnierza Armii Krajowej) i Dobrochnę Jolantę Marię (ur. 1947 r.dziennikarkę).

## Ordery i odznaczenia
- Krzyż Srebrny Orderu Wojskowego Virtuti Militari nr 5514[7]
- Krzyż Walecznych – dwukrotnie
- Krzyż Niepodległości[4] [b]
- Medal Pamiątkowy za Wojnę 1918–1921[4]
- Medal Dziesięciolecia Odzyskanej Niepodległości[4]
- Srebrny Medal za Długoletnią Służbę[4]
- Brązowy Medal za Długoletnią Służbę[4]
- Krzyż Armii Krajowej
- Medal Wojska – czterokrotnie